# South Dakota
South Dakota (Nederlands: Zuid-Dakota) is een van de staten van de Verenigde Staten. De hoofdstad is Pierre. De standaardafkorting voor de "Mount Rushmore State", zoals de bijnaam luidt, is SD. De bevolkingsdichtheid is laag.

## Geschiedenis

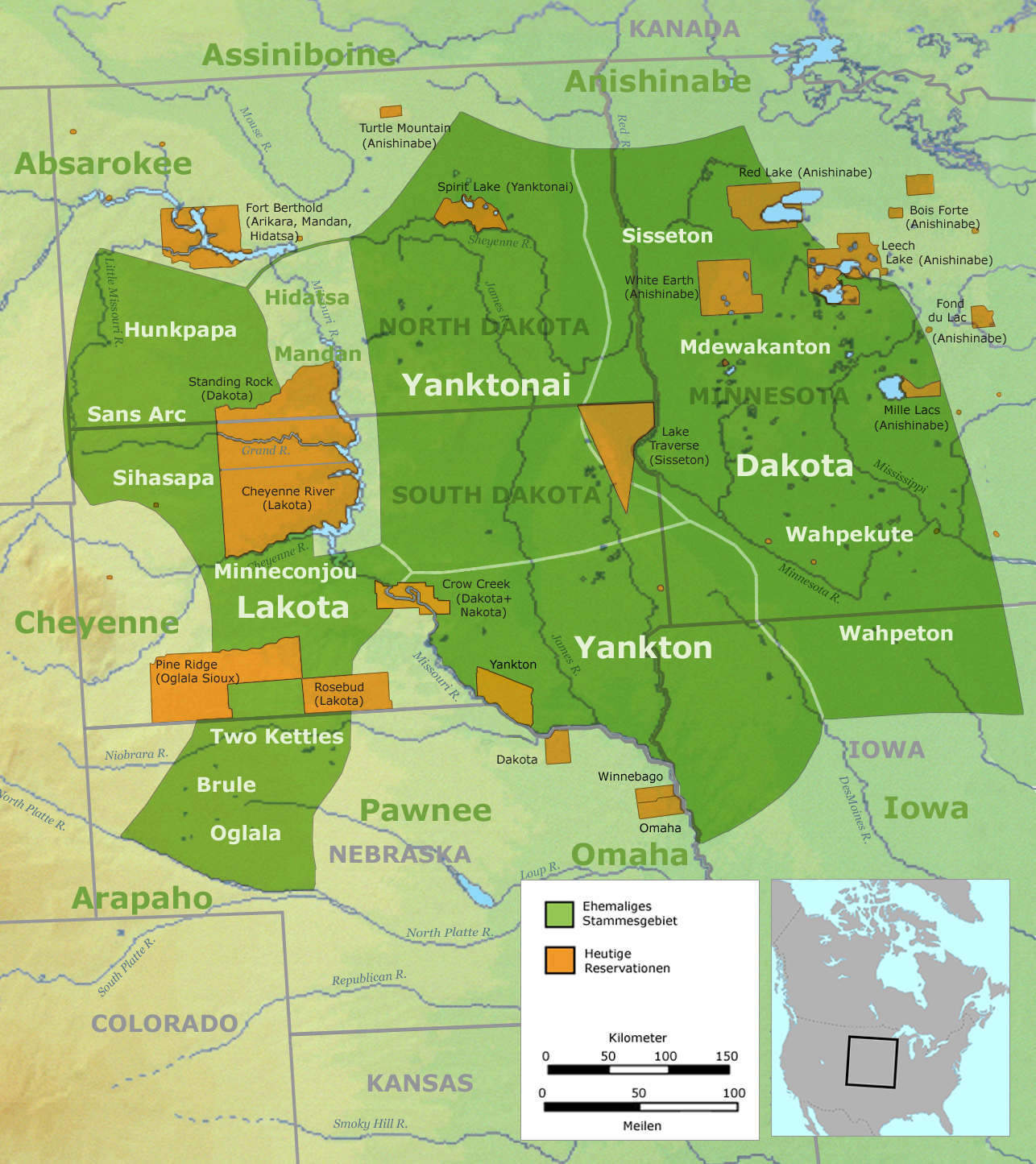
Woongebieden van de Sioux in het groen

Het gebied dat nu South Dakota heet werd oorspronkelijk bevolkt door onder meer de indianenstammen als de Dakota, Lakota, Nakota en Cheyenne. De eerste drie zijn aan elkaar verwant en worden gegroepeerd als de Sioux. De Cheyenne woonden (onder meer) in het uiterste westen van het huidige South Dakota. Lakota betekent "vriend".
De Sioux woonden oorspronkelijk meer naar het oosten, maar trokken in het begin van de achttiende eeuw het huidige South Dakota binnen.

### Eerste pogingen
In 1679 zond de Franse verkenner Daniel Greysolon du Lhut enkele verkenners naar het westen vanaf Lake Mille Lacs (huidige Minnesota). Mogelijks bereikten zij het huidige South Dakota (Big Stone Lake en de Coteau des Prairies). De Fransman René Robert Cavelier de La Salle claimde het gebied in 1682 voor Frankrijk als Louisiana. Aangezien het geclaimde gebied enorm uitgestrekt was, kon Frankrijk het gebied maar beperkt verkennen in de jaren die volgden. South Dakota werd hoogstwaarschijnlijk niet bezocht. Na 1713 had Frankrijk geen aandacht meer voor het gebied en richtte men zich meer op de bonthandel in het westen.

### Eerste verkenningen (1763 - 1800)
In 1763 moest Frankrijk het gebied afstaan aan Spanje. South Dakota behoorde formeel tot Nieuw-Spanje en Spanje ontwikkelde een beleid voor het noordelijke gebied waarbij gefocust werd op betere handelsrelaties met de lokale indianenstammen en een verkenning van het gebied waarbij gezocht werd naar een verbinding via waterwegen tussen de Missouri en de Grote Oceaan. Het plan werd echter niet direct uitgevoerd. Wel waren er onafhankelijke handelaars actief in het gebied. In 1793 vormde de groep, de Missoury Company zich in het Amerikaanse Saint Louis met het doel om de bovenloop van de Missouri te verkennen en er handelsactiviteiten te ontplooien. Men trachtte ook een doorgang te vinden naar de Grote Oceaan, maar men bereikte slechts de monding van de Yellowstone (noordwesten van het huidige North Dakota). In 1795 werd er dan toch een Spaanse expeditie uitgestuurd naar het gebied, de Mackay-Evans expeditie. Men volgde de Missouri doorheen het huidige South Dakota en bereikte ook het huidige North Dakota, waar men verschillende Britse handelaars verjoeg van het Spaanse grondgebied.

### Louisiana Purchase en eerste nederzettingen (1803)
Frankrijk kreeg Louisiana opnieuw in handen bij het geheime Verdrag van San Ildefonso in 1800. Drie jaar later verkocht Frankrijk het gebied aan de Verenigde Staten (de Louisiana Purchase). Het gebied werd als Louisiana Territory een deel van de Verenigde Staten. In 1805 en 1806 werd het gebied bezocht door de expeditie van Lewis en Clark. Op 22 augustus bereikte de expeditie het huidige South Dakota en vorderde moeilijk tegen de stroom van de Missouri in. Pas op 14 oktober 1805 verlieten ze South Dakota. Van 1812 tot 1821 behoorde het gebied tot het Missouri Territory, waarna het "ongeorganiseerd" grondgebied van de Verenigde Staten werd. Bij het huidige Fort Pierre werd in 1817 een bonthandelspost opgezet. Dit werd de eerste van vele Amerikaanse nederzettingen. Tijdens de jaren 1830 was bonthandel de belangrijkste activiteit van de weinige blanken in het gebied. De bonthandel verdween wanneer na 1840 de vraag naar bont in Europa sterk daalde.
Vanaf 1833 behoorde het oosten van South Dakota tot opeenvolgend tot het Michigan Territory (1833-1836), het Wisconsin Territory (1836-1838), het Iowa Territory (1838-1846) en het Minnesota Territory (1849-1858). Het westen van South Dakota behoorde van 1854 tot 1861 tot het Nebraska Territory. In 1861 werd het Dakota Territory opgericht waarbij het oostelijke deel dat voorheen tot het Minnesota Territory had behoord werd samengevoegd met het noordelijke deel van het voormalige Nebraska Territory. Dit laatste deel, westelijk South Dakota, werd wel voorbehouden aan de indianen.

### Tweede helft negentiende eeuw

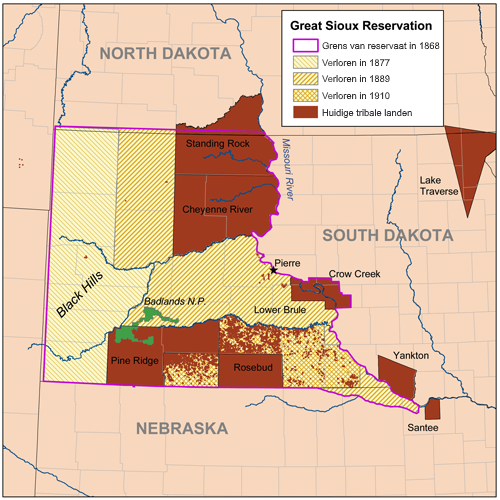
Land toegekend aan de Sioux in 1868 (paars) en huidige reservaten (donkerbruin)

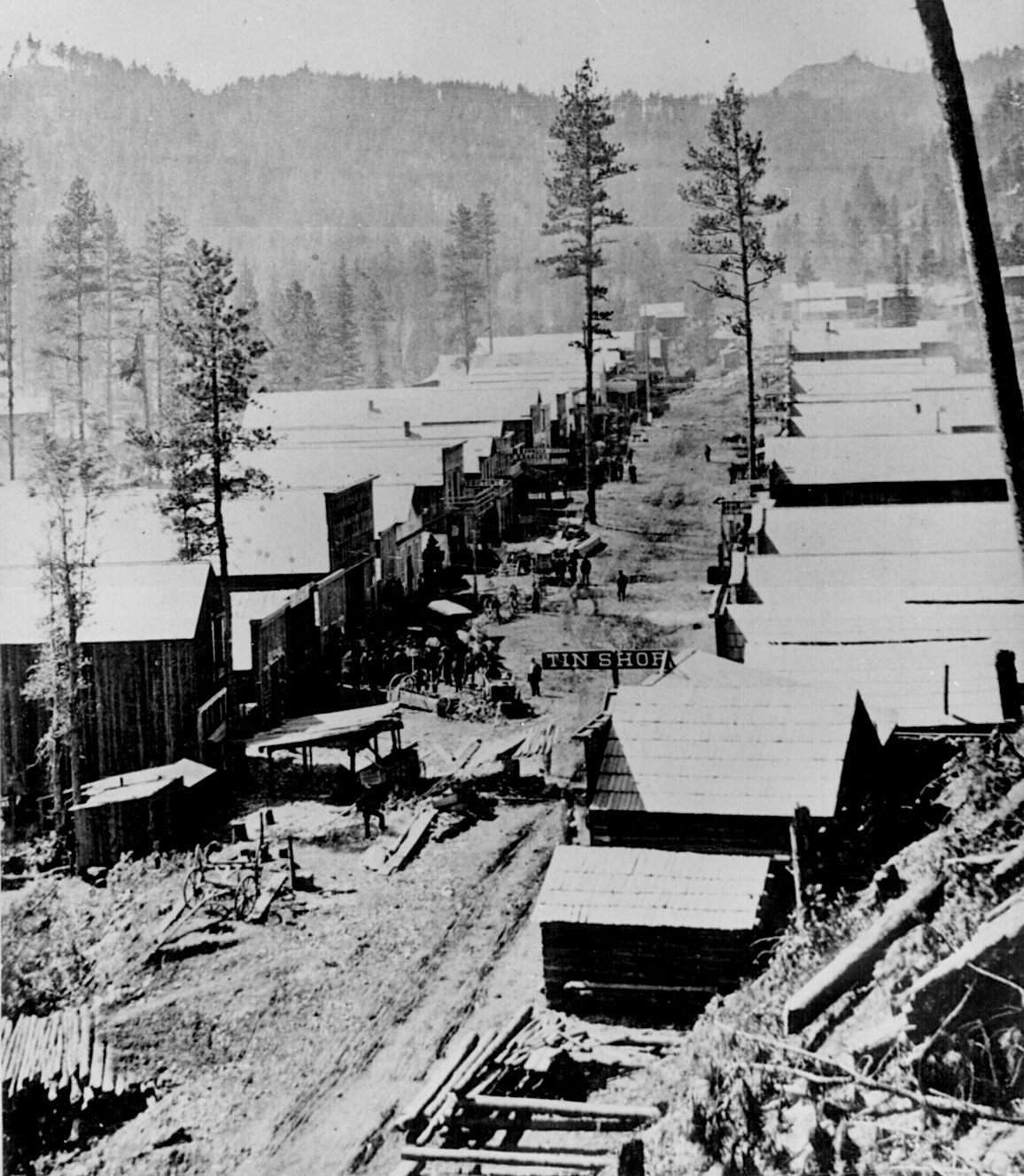
De nederzetting Deadwood in Black Hills werd illegaal opgericht op land van de Sioux

In de jaren 1850 steeg het aantal blanke kolonisten in het latere South Dakota snel. In het oosten van South Dakota werd in 1858 een "akkoord" gesloten met de Yankton Sioux indianen waarbij de indianen het grootste deel van oostelijk South Dakota afstonden.  In 1856 werd in het oosten Sioux Falls gesticht nabij een waterval in de Big Sioux River, een linkerzijrivier van de Missouri. De nederzetting werd snel weggevaagd door lokale indianen, maar werd in mei 1857 herbouwd met de naam Sioux Falls. In 1859 werd Yankton gesticht. Yankton zou de toegangspoort gaan vormen voor de kolonisatie van South Dakota.
Vooral na de bouw van een spoorweg naar Yankton kwamen er massa's kolonisten naar South Dakota. Daarbovenop werd in 1874 goud ontdekt in de Black Hills tijdens militaire expeditie onder leiding van George Armstrong Custer. De Blacks Hills lagen in westelijk South Dakota: grondgebied dat deel uitmaakte van het grotere Great Sioux Reservation (het Grote Siouxreservaat) dat aan de Sioux was toegekend bij het Verdrag van Fort Laramie (1868). De Sioux stonden geen mijnrechten of land toe aan de kolonisten. De Verenigde Staten kon echter niet verhinderen dat blanke kolonisten het reservaat betraden waarna in 1876 na oplopende spanning de Great Sioux War uitbrak waarin de Sioux verslagen werden.
In 1880 was Yankton met 3431 inwoners de grootste stad van het latere South Dakota, vóór Sioux Falls (2164 inw.). In de jaren 1880 kende Sioux Falls een explosieve groei met een bijna vervijfvoudiging van het bevolkingsaantal tot 10.177 inwoners.

De oogst in South Dakota in 1898

In 1889 werden voorbereidingen getroffen om North en South Dakota als deelstaat van de Verenigde Staten te erkennen. Men koos ervoor om het gebied te splitsen in een noordelijk en een zuidelijk deel omdat de blanke nederzettingen zich ook apart in het noorden en zuiden bevonden. Men vreesde echter dat South Dakota als staat niet levensvatbaar zou zijn indien er niet méér land beschikbaar zou zijn voor blanke kolonisten. Daarop zond president Benjamin Harrison de generaal George Crook op pad om de Sioux te overtuigen om de helft van hun reservaat te verkopen aan de overheid. Crook slaagde hierin door het gebruik van bedenkelijke manieren om de Sioux te laten tekenen om hun land te verkopen. Op 2 november 1889 werden North Dakota en South Dakota formeel, als 39ste en 40e, staten van de Verenigde Staten. Pierre, op dat moment de derde grootste stad van de staat na Sioux Falls en Yankton, werd de hoofdstad vanwege de meer centrale ligging in de staat (Sioux Falls en Yankton liggen allebei in het zuidoosten). Op 29 december 1890 vond bij het plaatsje Wounded Knee een bloedbad plaats.
De jaren 1890 werden gekenmerkt door een economische depressie, waardoor de blanke immigratie naar South Dakota bijna helemaal stilviel. Pierre verloor bijna 30% van zijn inwoners. Slechts enkele plaatsen, zoals Aberdeen, konden een sterke groei optekenen. Voor Aberdeen was de groei rond 1900 gekoppeld aan de vestiging van maar liefst vier spoorwegbedrijven in de stad, wat haar de bijnaam Hub City of the Dakotas opleverde.

### Twintigste eeuw

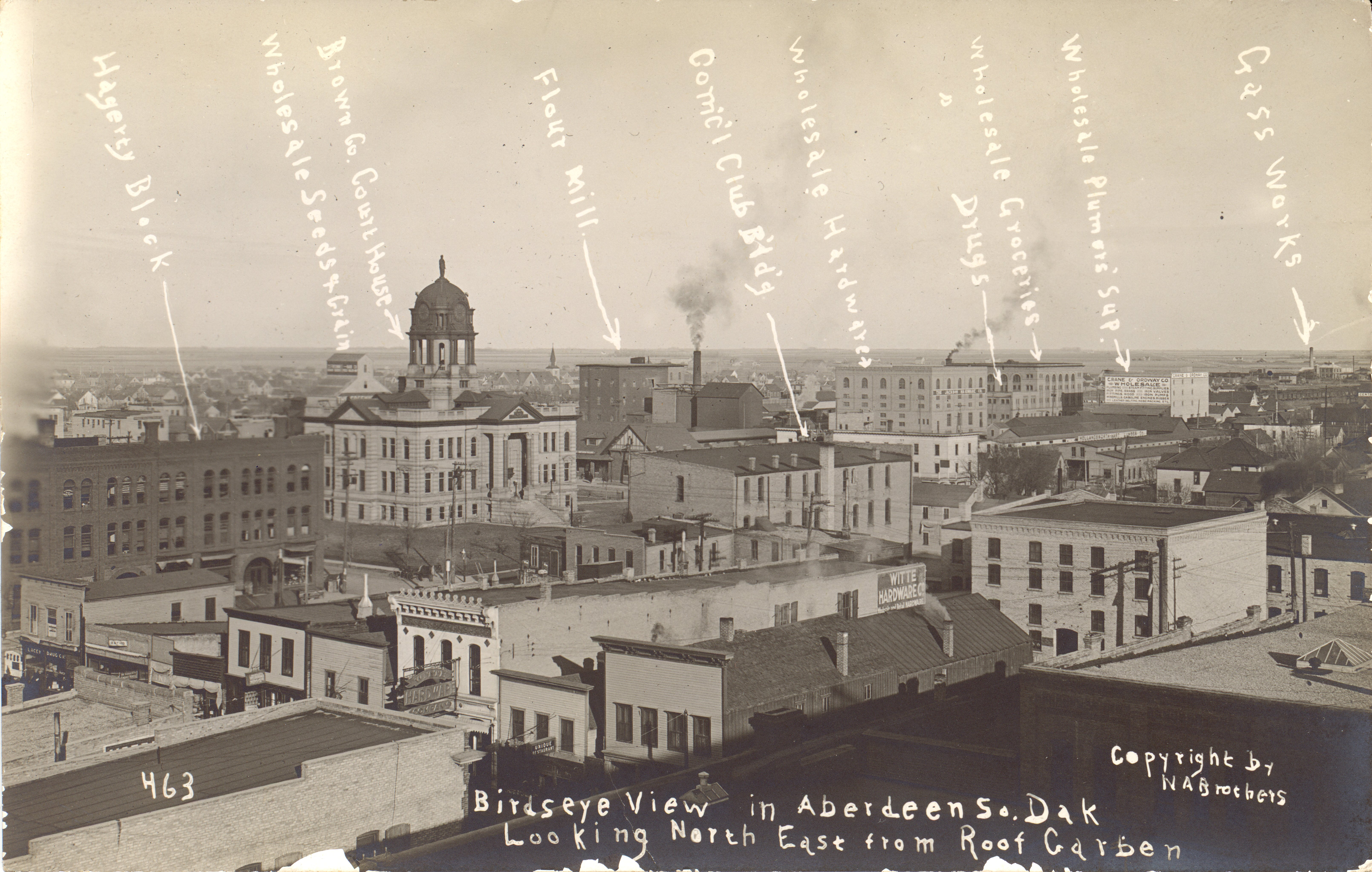
Aberdeen in 1910, na de sterke groei van de stad tussen 1890 en 1910

Na de Eerste Wereldoorlog werden de Black Hills een populaire toeristische bestemming, wat ook Rapid City deed groeien. Het stadje werd de derde grootste van de staat. In 1925 werd besloten om in de Black Hills in South Dakota vier gezichten van voormalige presidenten uit te houwen in een bergwand. De werken aan het monument bij Mount Rushmore werden aangevat in 1925 en werden beëindigd in 1941.

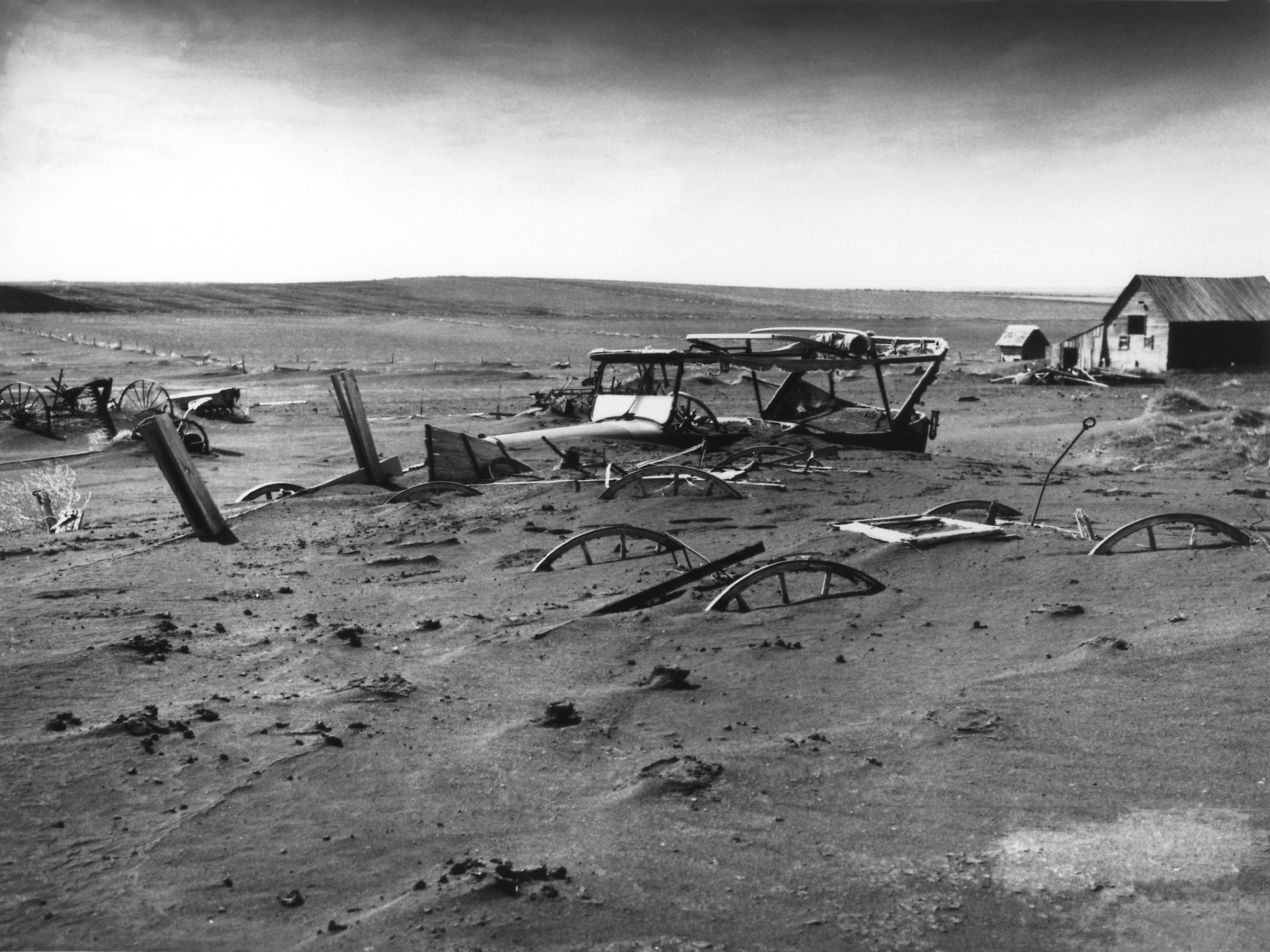
Een boerderij in South Dakota in 1936, tijdens de Dust Bowl

Tijdens de jaren 1930 leidden verschillende economische en weerkundige omstandigheden tot de zogeheten Dust Bowl in de Great Plains. Door beperkte regen, hoge temperaturen en een overexploitatie van het akkerland werd de vruchtbare bovenste bodemlaag weggeblazen in krachtige stofstormen waarbij meerdere oogsten volledig vernield werden. Zo stripte op 11 november 1933 een zware stofstorm de bovenlaag van uitgedroogde akkers in South Dakota in de eerste van een serie stofstormen dat jaar. Tezamen met de economische crisis leidde dit ertoe dat velen South Dakota verlieten. Tussen 1930 en 1940 daalde de bevolking met zeven procent. De bevolking van Sioux Falls en Rapid City groeide wel nog sterk.
De welvaart keerde terug wanneer de Verenigde Staten in 1941 ten oorlog gingen en de vraag naar landbouwproducten sterk steeg. In de jaren 40 en 50 verdrievoudigde de bevolking van Rapid City, voornamelijk dankzij de opening van de Rapid City Army Air Base (later Ellsworth Air Force Base). Hierdoor werd Rapid City de tweede grootste stad van de staat, voor Aberdeen.
In 1973 werd Wounded Knee bezet door leden van de American Indian Movement (AIM). Zij riepen er een vrijstaat uit en eisten dat de federale regering haar afspraken in de verdragen met de oorspronkelijke bewoners zou nakomen. Na 71 dagen werd de bezetting door de autoriteiten gebroken. Vijftien indianen werden veroordeeld.
In 1981 verhuisde Citibank een van zijn hoofdkwartieren van New York naar Sioux Falls. Sinds het einde van de jaren 70 groeide de stad uit tot een belangrijk regionaal centrum met in 2018 meer dan 183 duizend inwoners. De rurale gebieden kenden echter een daling van de bevolkingsaantallen, voornamelijk door de emigratie van jongere mensen naar de grotere steden als Sioux Falls en Rapid City, of naar steden buiten South Dakota.

## Geografie
De staat South Dakota behoort tot de regio Great Plains en beslaat 199.905 km², waarvan 196.735 km² land is. Het westen behoort tot de Mountain-tijdzone, het oosten tot de Central tijdzone. South Dakota grenst in het noorden aan North Dakota, in het westen aan Montana en Wyoming, in het oosten aan Minnesota en Iowa en in het zuiden aan Nebraska.
De belangrijkste rivier is de Missouri. Het grootste gedeelte van de staat is vrij vlak, maar in het westen bevinden zich de Black Hills en de Badlands. Het hoogste punt is Harney Peak (2207 m). In de Black Hills bevindt zich het wereldberoemde Mount Rushmore-monument. De Badlands zijn rijk aan fossielen.

Köppen-klimaatzones in South Dakota

Het grootste deel van South Dakota heeft een warm landklimaat met neerslag gedurende het hele jaar. Ondanks de koude winters is dit klimaat relatief geschikt voor landbouw. De neerslag varieert echter sterk van het oosten (matige neerslag) naar het westen (semi-aride).
Met uitzondering van de beboste Black Hills bestaat de natuurlijke begroeiing in South Dakota uit prairie, een type grasland.

## Demografie en economie
In 2000 telde South Dakota 754.890 inwoners (3,8 per km²) waarvan ongeveer 50% van de bevolking in een stedelijk gebied woont. De grootste stad is Sioux Falls, in het zuidoosten. Ongeveer 40% van de bevolking is van Duitse afkomst. 
In de staat liggen uitgestrekte indianenreservaten.
Het bruto product van de staat bedroeg ca. 32 miljard dollar in 2006 en ca. 41 miljard dollar in 2013.

## Bestuurlijke indeling
South Dakota is onderverdeeld in 66 county's.

## Politiek

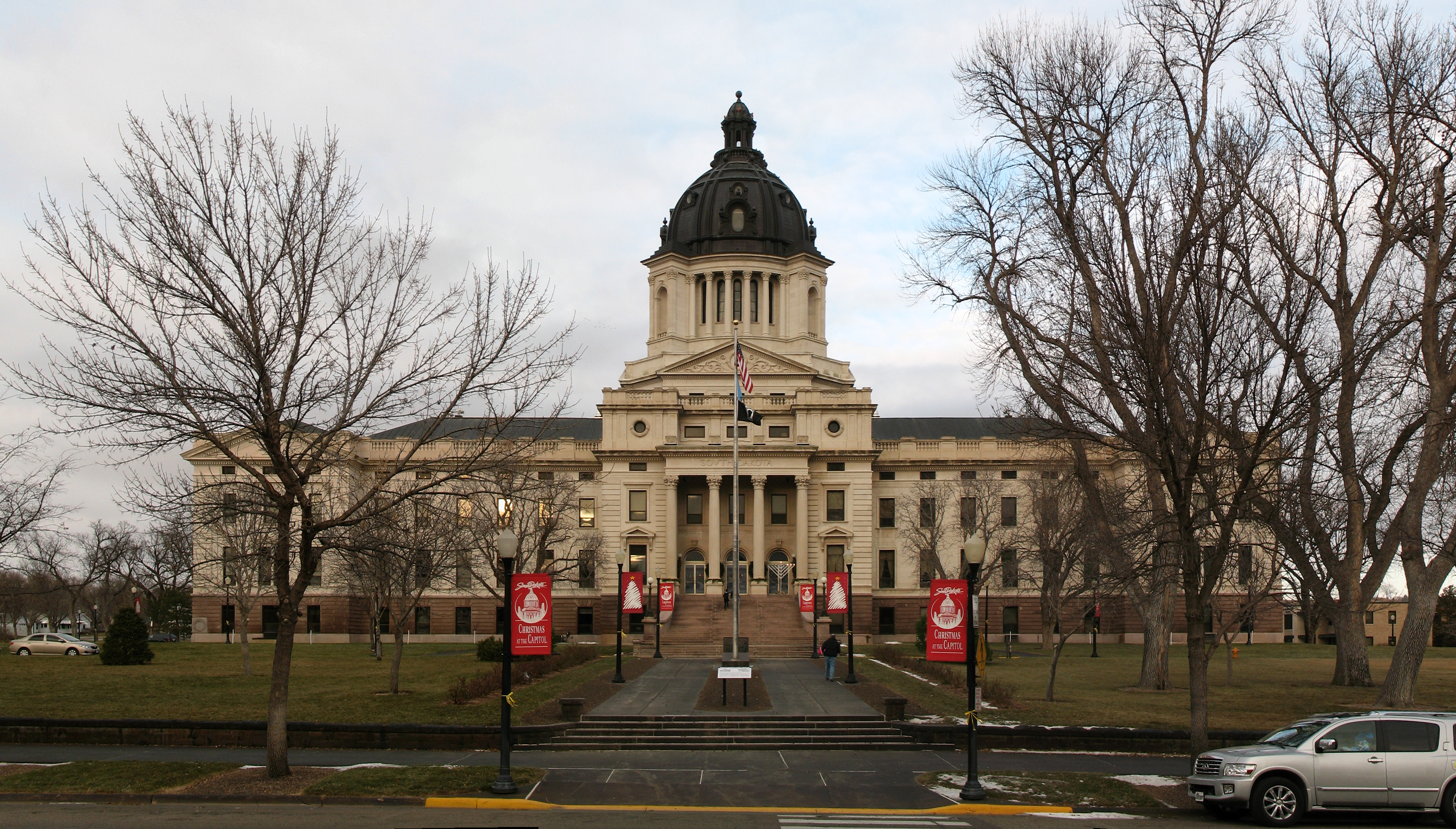
Het Capitool van South Dakota in Pierre

Aan het hoofd van de uitvoerende macht van South Dakota staat een gouverneur, die direct gekozen wordt door de kiesgerechtigden in de staat. De huidige gouverneur is Larry Rhoden van de Republikeinse Partij. Rhoden, voorheen luitenant-gouverneur, volgde in januari 2025 zijn partijgenoot Kristi Noem op, die vroegtijdig terugtrad om minister van Binnenlandse Veiligheid te worden in de federale regering. Rhoden mag de ambtstermijn van Noem, die nog tot 2027 loopt, uitdienen.
De wetgevende macht bestaat uit het Huis van Afgevaardigden van South Dakota (South Dakota House of Representatives) met 70 leden en de Senaat van South Dakota (South Dakota Senate) met 35 leden.